# 7e escadre de chasse
Pour les articles homonymes, voir 7e escadre.
La 7e escadre de chasse est une ancienne unité de chasse de l'armée de l'air française activée le 17 novembre 1951 à Bizerte et dissoute sur la base de Saint Dizier.

## Escadrons

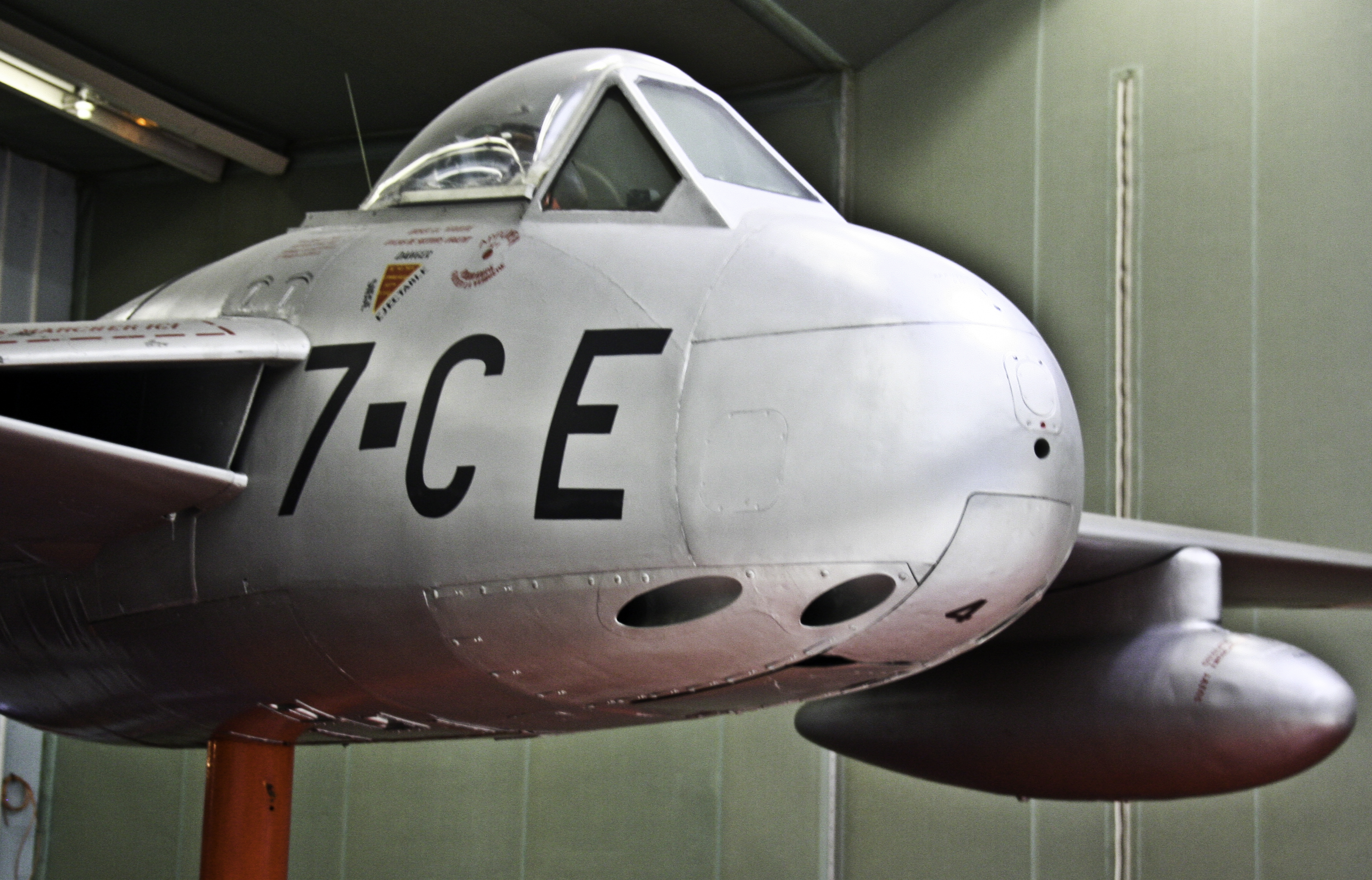
SNCASE Mistral aux couleurs de la 7e escadre de chasse au musée de l'Air du Bourget

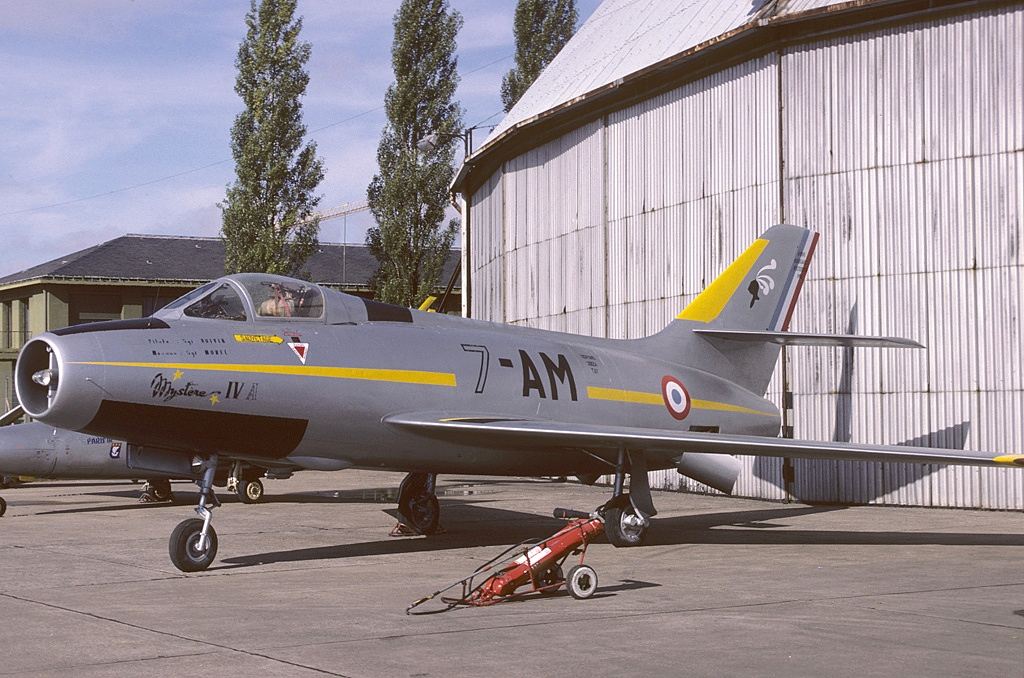
Mystère IVA conservé à Châteaudun aux couleurs de la 7e escadre de chasse

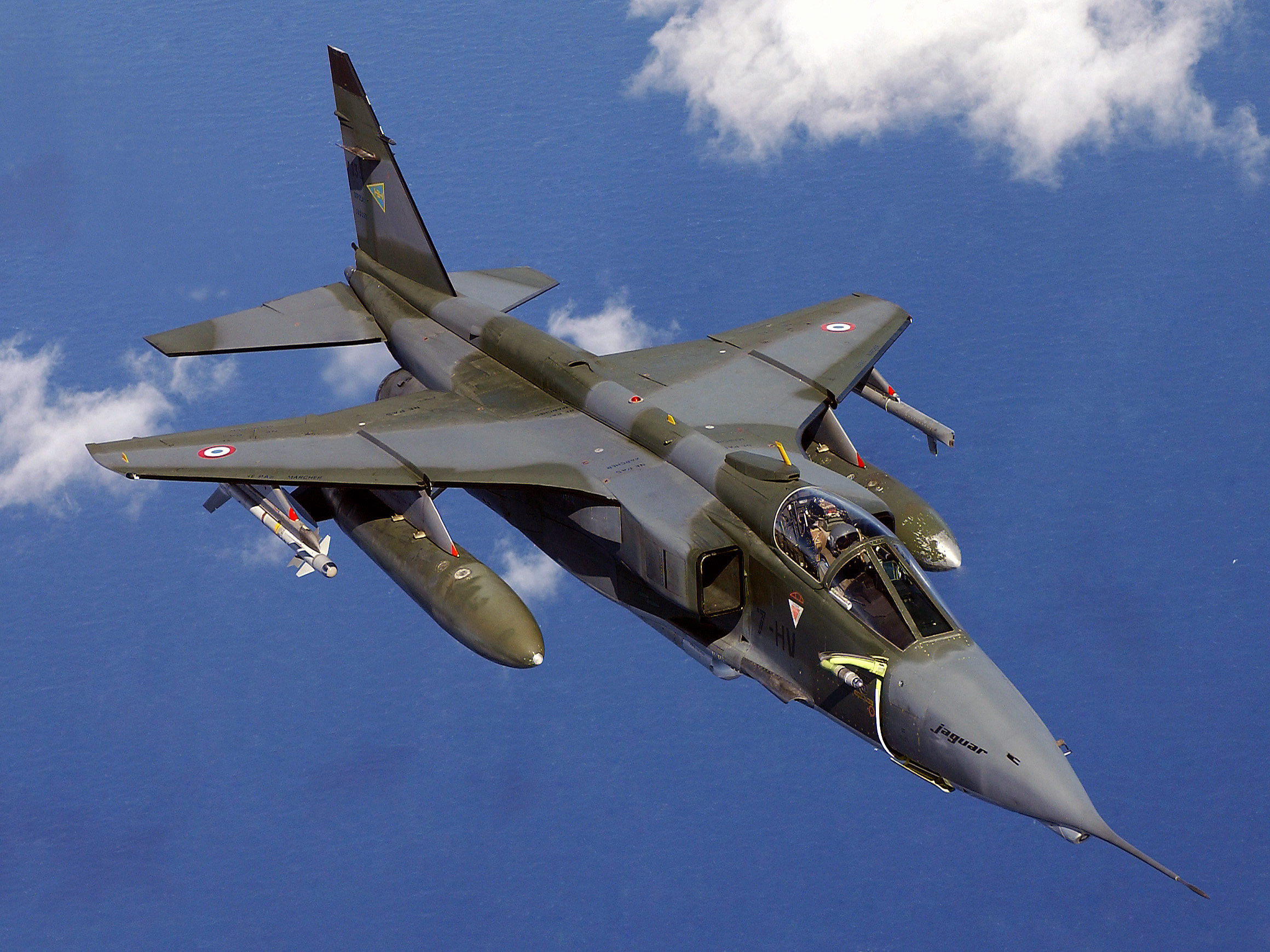
Jaguar du 1/7 Provence en vol au-dessous de l'Adriatique en 2003

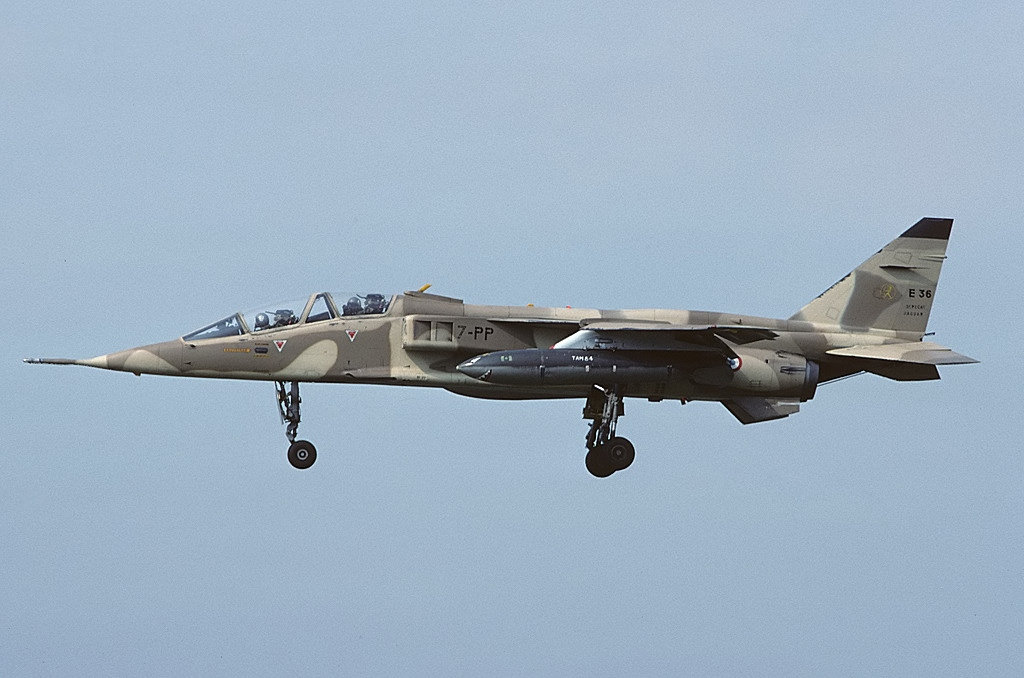
Jaguar E du 2/7 Argonne en 1990

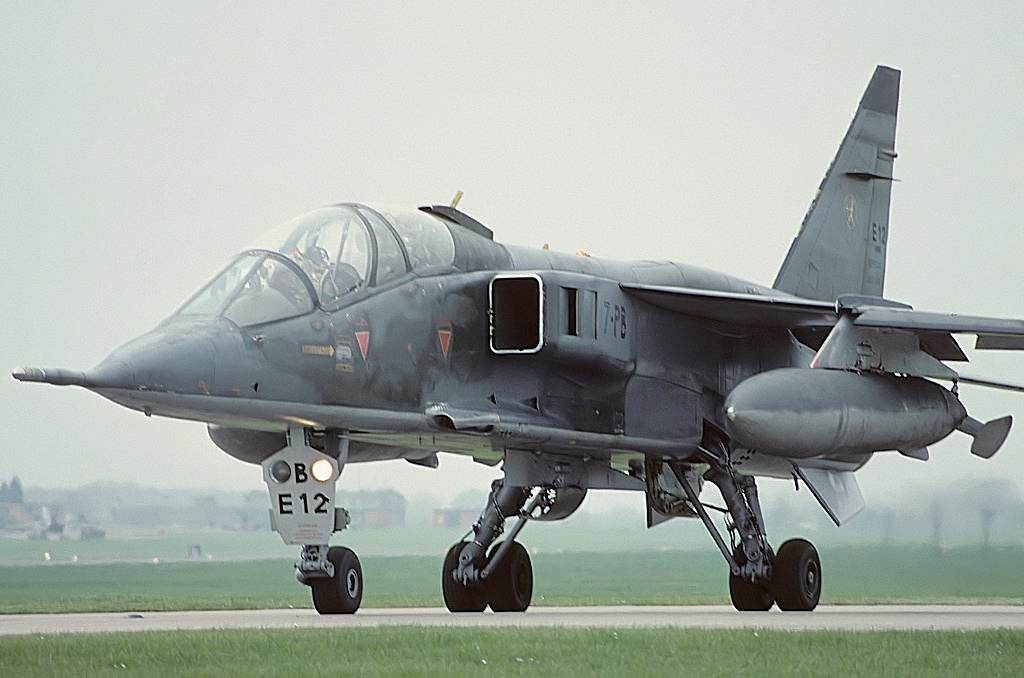
Jaguar E du 2/7 Argonne

### Provence
- Escadron de chasse 1/7 Provence (17/11/1951 au 01/12/1961) et (01/03/1962 au 22 juin 1995)

### Argonne
- Escadron de chasse 2/7 Argonne (11 octobre 1974 au 22 juin 1995)

### Languedoc
- Escadron de chasse 3/7 Languedoc (1er décembre 1961 au 22 juin 1995)

### Limousin
- Escadron de chasse 4/7 Limousin (juin 1980 au 31 juillet 1989)

### Saintonge
- Escadron de chasse 1/7 Saintonge (1er décembre 1961 à mars 1962) actif en 2015  en tant que escadron de transition opérationnelle 1/8 Saintonge

### Nice
- Escadron de chasse 2/7 Nice (17 novembre 1951 au 1er février 1964) actif en 2015  en tant que escadron de transition opérationnelle 2/8 Nice

## Bases
- BA156 Bizerte Sidi Ahmed en Tunisie (17 novembre 1951 à novembre 1961)
- BA133 Nancy-Ochey (1er décembre 1961 à mai 1973)
- BA113 Saint Dizier (mai 1973 au 22 juin 1995)
- BA 125 Istres (uniquement le 4/7 Limousin)(1er juin 1980 au 31 juillet 1989)

## Appareils
- De Havilland Vampire Mk IV (17 novembre 1951 à 1952)
- SNCASE Mistral (1952 à décembre 1961)
- Dassault Mystère IVA (décembre 1961 à 1974)
- SEPECAT Jaguar (mai 1973 au 22 juin 1995)